# 南斯拉夫人民军共产主义者联盟组织

南斯拉夫人民军共产主义者联盟组织标志

南斯拉夫人民军共产主义者联盟组织（缩写为）是南斯拉夫共产主义者联盟在南斯拉夫人民军设置的专门组织。1969年—1990年，该组织一直是南斯拉夫共产主义者联盟内部的一个独立组织，负责南斯拉夫人民军的政治工作。1990年11月4日，在南斯拉夫共产主义者联盟已事实上解体后，该组织改组为共产主义者联盟—维护南斯拉夫运动。